# Armand Kaminka
Armand Kaminka (także: Ahron/ Aharon /Aaron Kaminka; hebr. אהרן קמינקא, ur. 5 maja 1866 w Berdyczowie; zm. 12 marca 1950 w Tel Awiwie) - rabin, żydowski uczony, tłumacz i poeta języka nowohebrajskiego.

## Życiorys
W 1893 rabin Frankfurtu nad Odrą, od 1893 do 1897 rabin Pragi, potem od 22 września 1897 do 1900 naczelny rabin Osijeku (Chorwacja). Później żył i działał w Wiedniu. Tłumaczył na hebrajski dzieła Marka Aureliusza, Sofoklesa i Eurypidesa.
W 1938 przeniósł się do Palestyny.

## Publikacje
- Meine Reise nach Jerusalem, Frankfurt a. M., Kauffmann, 1913.
- Moses Maimonides als geistiger Führer in unserem Zeitalter, Wien, Verlag des Maimonides-Institut, 1926.
- Studien zur Septuaginta an der Hand der zwölf kleinen Prophetenbücher, Frankfurt a. M., J. Kauffmann, 1928.
- Beiträge zur Erklärung der Esra-Apokalypse und zur Rekonstruktion ihres hebräischen Urtextes, Breslau, Marcus, 1934.